# مرکه (سومالی)
مرکه (به عربی: مرکة) یک منطقهٔ مسکونی در سومالی است که در شبله سفلی واقع شده‌است. مرکه ۱۹۲٬۹۳۹ نفر جمعیت دارد.